# Pik
För andra betydelser, se Pik (olika betydelser).

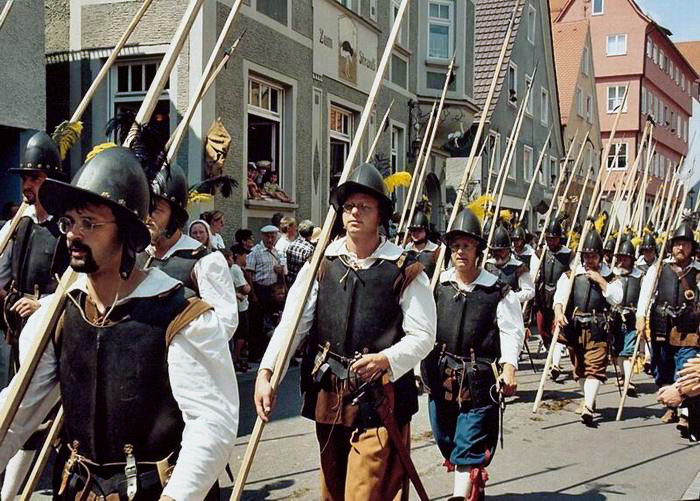
Marscherande pikenerare med rekonstruerade uniformer och vapen från mitten av 1600-talet

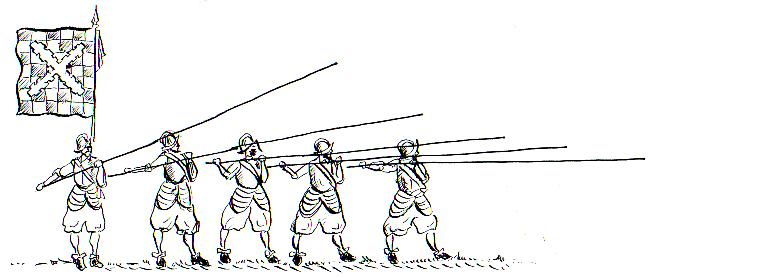
Pikenerare med fällda pikar

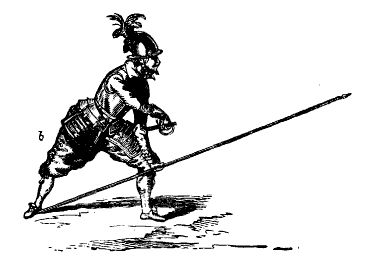
Pikenerare

En pik är ett långt, spjutliknande stångvapen vars längd kan variera mellan 2 och 5 meter. Pikar användes av fotsoldater kallade pikenerare främst som försvar mot anfallande ryttare.

## Historik
Vid infanteriet började på 1400-talet alla äldre typer av spjut och andra stångvapen att trängas undan av "långspjutet" som ursprungligen tycks härstamma från Italien. Redan 1327 försvarade sig borgarna i staden Turin med spjut som var arton fot (cirka sex meter) långa. Legoknektar från Schweiz lärde känna detta vapen och schweizarna införde det i sina härar i början av 1400-talet. Vapnet fick under seklet benämningen "pik".
En soldat som var beväpnad med pik kallades pikenerare. Denne var ofta även utrustad med sidogevär (svärd eller värja) för sitt personliga försvar liksom även med harnesk och hjälm.
Brukandet av piken spreds till övriga härar i Europa och vid 1400-talets slut och vid 1500-talets början ansågs spanjorerna och de tyska landsknektarna för att vara Europas bästa infanteri. Piken hade stor betydelse i den dåtida krigföringen som skydd mot anfallande kavalleri. Som exempel var den spanske fältherren Gonsalvo de Cordovas armé i början av 1500-talet indelad i regementen om 6.000 man. Varje regemente bestod av 12 kompanier à 500 man. I 10 av dessa förde 200 man pikar. De två återstående kompanierna bestod helt och hållet av pikenerare.
Man kan nog påstå att kavalleriets överlägsenhet över infanteriet var slut i och med långspjutets införande på slagfälten och att det var detta vapen mer än krutet som medförde riddarväsendets fall.
På grund av pikens längd och vikt var den ett svårhanterat vapen. För att vara effektiva måste pikenerarna strida i tät formering med minst tre led med fällda pikar i alla riktningar. Det krävde att alla var noga samtränade och att alla rörelser utfördes enligt förutbestämda mönster.
På en bataljbild från början av 1500-talet fäller de tyska landsknektarna pikarna vågrätt i höjd med axeln, högra handen fattade skaftet i nedre änden och den vänstra handen riktade vapnet. I ett exercisreglemente från 1609 fälldes "piquen mot Cavalleriet" på så sätt att man stödde skaftets nedre ände mot högra foten, piken hölls och riktades med den vänstra handen och den dragna värjan hölls i den högra. Pikspetsen skulle riktas mot hästens bringa eller mot sadelknappen.
Piken kom efter hand under 1700-talet ur bruk sedan bajonetten började införas. Längst bibehölls den i kortare form som "halvpik" (sponton, bardisan) 2–3 meter lång som befälstecken inom infanteriet. 
Piken var i Svenska armén under stora nordiska kriget 9 polska alnar lång. Inom Gotlands nationalbeväring brukades pikar av soldater inom de äldsta årsklasserna fram till 1869.

## Korsgevär
En gemensam benämning på spontoner, hillebarder, bardisaner, halvpikar med flera liknande stångvapen var från senare delen av 1600-talet i Tyskland "Kurzgewehre" (korta vapen) till skillnad från de långa pikarna. Ordet användes även i Sverige men förvrängdes till "korsgevär" (kurtsgevär).

## Pikar till sjöss
Även på fartyg användes pikar, änterpikar, för att avvärja äntring från fientliga fartyg. De kunde ha en längd av upp till omkring 240 centimeter och var försedda med stålspets. Änterpikar fanns i de flesta europeiska flottor ända in på 1870-talet.